# The Frantic Four's Final Fling - Live at the Dublin O2 Arena
The Frantic Four's Final Fling - Live at the Dublin 02 Arena è un DVD/Blue Ray pubblicato dal gruppo inglese Status Quo nell'agosto del 2014.

## Il DVD
Dopo oltre 30 anni di litigi ed acrimonie, i quattro componenti originali degli Status Quo (che negli anni settanta venivano definiti dalla stampa d'oltremanica "Frantic Four", ovvero "I Frenetici Quattro"), decidono di ritornare provvisoriamente insieme nel 2013 per lo svolgimento di una mini-tournée limitata al solo Regno Unito.
Viste le richieste e il successo di pubblico ottenuto con l'iniziativa con tutte le date coperte dal sold out, la band decide di offrirsi ai propri fan con la formazione originale in un ultimo definitivo tour europeo per il 2014.
Il prodotto documenta proprio l'esibizione conclusiva della tournée, tenuta presso la 02 Arena di Dublino il 12 aprile 2014.
Oltre al concerto, è presente anche un documentario della durata di 33 minuti, che racconta l'ultima esperienza del gruppo con la formazione originale, ma non sono presenti sottotitoli in italiano.
Allegato al DVD/Blue Ray vi è anche un CD audio che contiene una selezione di 14 tracce audio tratte dal concerto.
Il lavoro sale al 3º posto delle classifiche video inglesi.

## Tracce

### Tracce disco 1 (DVD/Blue Ray)
1. Junior's Wailing - 4:22 - (Pugh/White)
2. Backwater/Just Take Me - 7:55- (Lancaster/Parfitt)
3. Is There a Better Way - 3:42 - (Rossi/Lancaster)
4. In My Chair - 3:12 - (Rossi/Young)
5. Blue Eyed Lady - 3:49 - (Lancaster/Parfitt)
6. Little Lady/Most of the Time - 6:32 - (Parfitt)
7. Rain - 4:57 - (Parfitt)
8. (April) Spring, Summer and Wednesdays - 4:09 - (Rossi/Young)
9. Railroad - 5:47 - (Rossi/Young)
10. Oh Baby - 4:44 - (Parfitt/Rossi)
11. Forty-Five Hundred Times/Gotta Go Home - 5:08 - (Rossi/Parfitt)
12. Big Fat Mama - 5:21 - (Rossi/Parfitt)
13. Down Down - 5:51 - (Rossi/Young)
14. Roadhouse Blues - 7:11 - (Manzarek/Densmore/Morrison/Krieger)
15. Caroline - 4:30 - (Rossi/Young)
16. Bye Bye Johnny - 9:41 - (Berry)

### Extra
- Documentario: The Final Fling? (33 min.)

### Tracce disco 2 (CD audio)
1. Junior's Wailing - 4:22 - (Pugh/White)
2. Backwater - 4:20 - (Lancaster/Parfitt)
3. Just Take Me - 3:35 - (Lancaster/Parfitt)
4. Is There a Better Way - 3:42 - (Rossi/Lancaster)
5. Little Lady - 3:13 - (Parfitt)
6. Most of the Time - 3:19 - (Rossi/Young)
7. Rain - 4:57 - (Parfitt)
8. (April) Spring, Summer and Wednesdays - 4:09 - (Rossi/Young)
9. Railroad - 5:47 - (Rossi/Young)
10. Oh Baby - 4:44 - (Parfitt/Rossi)
11. Forty-Five Hundred Times - 5:08 - (Rossi/Parfitt)
12. Gotta Go Home – 3:51 - (Lancaster)
13. Roadhouse Blues - 7:11 - (Manzarek/Densmore/Morrison/Krieger)
14. Caroline - 4:50 - (Rossi/Young)

## Formazione
- Francis Rossi (chitarra solista, voce)
- Rick Parfitt (chitarra ritmica, voce)
- Alan Lancaster (basso, voce)
- John Coghlan (percussioni)

### Musicista aggiunto
- Bob Young (armonica a bocca nei brani Railroad e Roadhouse Blues)

## Classifiche
| Chart       | Posizione |
| ----------- | --------- |
| Austria     | 4         |
| Belgio      | 3         |
| Finlandia   | 3         |
| Germania    | 3         |
| Irlanda     | 2         |
| Olanda      | 1         |
| Regno Unito | 3         |
| Svezia      | 1         |
| Svizzera    | 1         |